# Оса обыкновенная

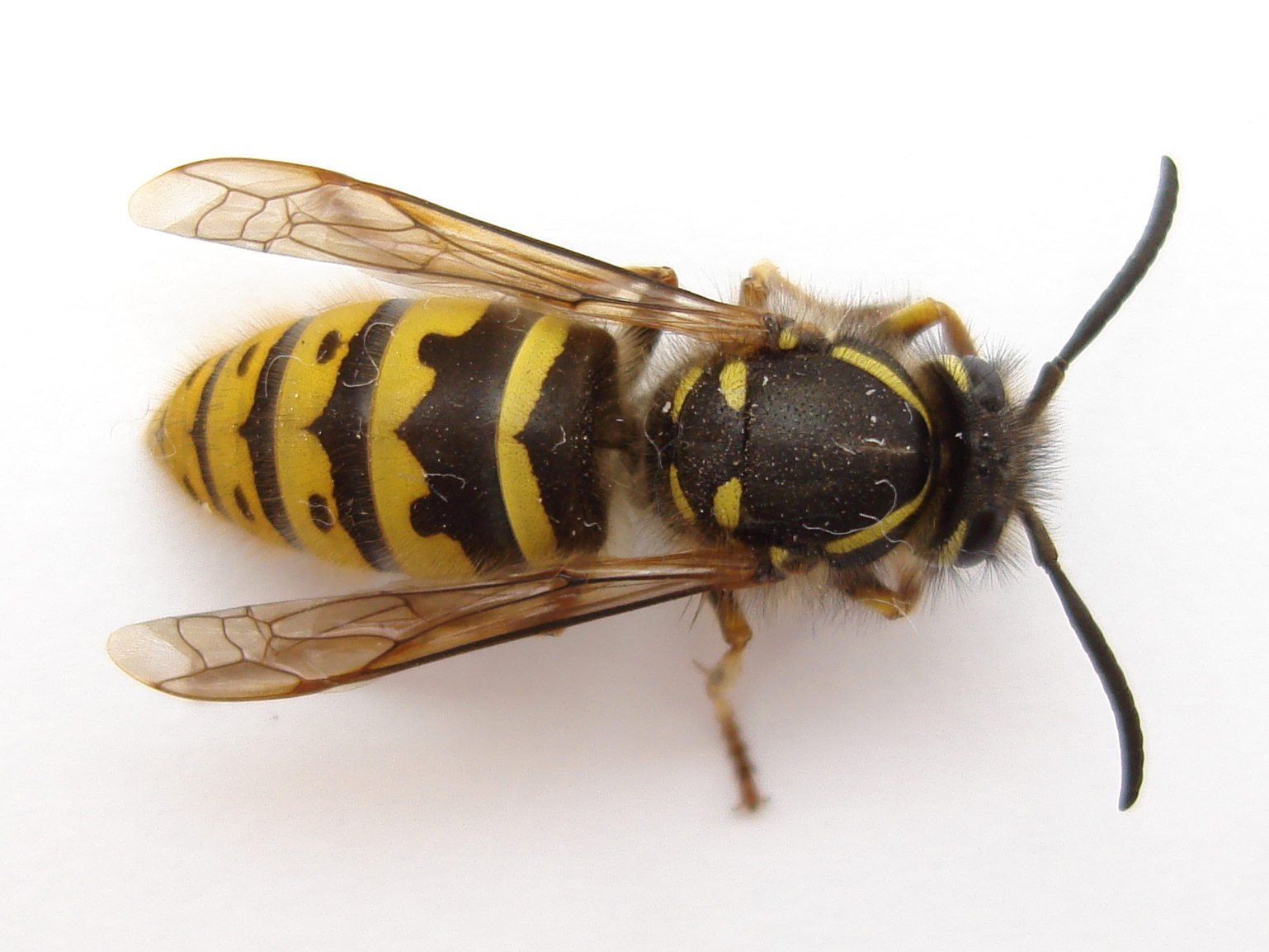

Оса обыкновенная (лат. Vespula vulgaris) — вид настоящих общественных ос (Vespidae). Создаёт одни из самых больших колоний среди настоящих ос (в одной колонии может насчитываться свыше 5000 рабочих ос и около 15000 ячеек) и выражает сильное различие у самок разных кастовых групп.

## Распространение
Северное полушарие. Интродуцирован в Исландию, на Гавайские острова, в Австралию и Новую Зеландию.

### Интродуцирование
В Новую Зеландию интродуцирован в 1980-х годах. Здесь этот вид агрессивен по отношению к другим местным насекомым и конкурируют с птицами за пищевые ресурсы.

## Описание
Тело чёрное, с жёлтыми пятнами на груди и обширными жёлтыми участками на брюшке. Вид средних по размеру перепончатокрылых: рабочие в длину 12—14 мм, самка — 18 мм.

## Экология и местообитания
Обычный вид доминирует по численности среди всех настоящих ос в конце лета.

### Взаимодействие с муравьями
В антеннах ос есть структуры, способные принимать феромонные сигналы муравьёв, благодаря которым осы находят пищу, найденную муравьями. В Новой Зеландии обнаружено, что муравьи Prolasius advenus могут напасть на приземляющихся ос, которые в таком случае обычно пытаются схватить муравьёв челюстями, взлететь и отбросить их как можно дальше. Муравьи не получают физических травм ни от челюстей ос, ни от падения (и могут продолжить поиски пищи, что снова может привлечь ос), но, ошеломлённые падением, часто теряют интерес к текущему источнику пищи.

### Паразиты
Гнёзда поражает жук Metoecus paradoxus из семейства веероносцев, который может наносить большой вред слабой колонии, что серьёзно влияет на производство колонией рабочих ос и саму жизнь колонии.